# Liste der portugiesischen Botschafter in Liberia
Die Liste der portugiesischen Botschafter in Liberia listet die Botschafter der Republik Portugal in Liberia auf. Die Länder unterhalten seit 1975 diplomatische Beziehungen, die auf die Ankunft der Portugiesischen Entdeckungsreisenden im heutigen Liberia ab 1461 zurückgehen.
Der erste Botschafter Portugals akkreditierte sich 1977 in der liberianischen Hauptstadt Monrovia. Eine eigene Botschaft eröffnete Portugal dort nicht, das Land gehört zum Amtsbezirk des Portugiesischen Botschafters im Senegal (anfangs des Portugiesischen Botschafters in Nigeria), der sich dazu in Liberia zweitakkreditiert (Stand 2019).

## Missionschefs
| Name                                      | Bild    | Amtszeit  | Anmerkungen                                                                  |
| Liberia                                   | Liberia | Liberia   | Liberia                                                                      |
| ----------------------------------------- | ------- | --------- | ---------------------------------------------------------------------------- |
| João Uva de Matos Proença                 |         | seit 1977 | Botschafter mit Amtssitz Lagos, am 19. April 1977 in Monrovia akkreditiert   |
| Armando Nunes de Freitas                  |         | ab 1981   | Botschafter mit Amtssitz Lagos, am 19. August 1981 in Monrovia akkreditiert  |
| Rui Fernando de Meira Ferreira            |         | ab 1985   | Botschafter mit Amtssitz Lagos, am 25. Februar 1985 in Monrovia akkreditiert |
| Fernando Pinto dos Santos                 |         | ab 1989   | Botschafter mit Amtssitz Dakar                                               |
| Jorge Raúl da Silva Preto                 |         | ab 1994   | Botschafter mit Amtssitz Dakar                                               |
| João Luís Niza Pinheiro                   |         | ab 1999   | Botschafter mit Amtssitz Dakar                                               |
| António Augusto Montenegro Vieira Cardoso |         | ab 2005   | Botschafter mit Amtssitz Dakar                                               |
| Rui Alberto Manupella Tereno              |         | ab 2009   | Botschafter mit Amtssitz Dakar                                               |
| Paulo Jorge Pedreira do Nascimento        |         | ab 2014   | Botschafter mit Amtssitz Dakar                                               |
| Vítor Paulo da Costa Sereno               |         | seit 2018 | Botschafter mit Amtssitz Dakar                                               |